# Ninja želve (TV serija, 2003)
Teenage Mutant Ninja Turtles (znana tudi kot Teenage Mutant Ninja Turtles: Ninja Tribunal, Teenage Mutant Ninja Turtles: Fast Forward in TMNT: Back to the Sewer) je ameriška animirana televizijska serija, ki jo je ustvaril Lloyd Goldfine in temelji na istoimenskih likih, ki sta jih ustvarila Kevin Eastman in Peter Laird. Serija je bila premierno predvajana 8. februarja 2003 na kanalu FoxBox (kasneje znanega kot 4Kids TV) in se je končala 27. marca 2010.
Napoved serije je bila objavljena 7. maja 2002. Kot svojo prvo lastno animirano produkcijo so jo koproducirali 4Kids Entertainment in franšizni ustvarjalci Mirage Studios, ki so bili solastniki pravic do oddaje, animacijo pa je zagotovil studio Dong Woo.
Serija ima 155 epizod v sedmih sezonah. 

## Vloge
- Michael Sinterniklaas - Leonardo
- Sam Riegel - Donatelo
- Greg Abbey - Raphael
- Wayne Grayson - Michelangelo
- Darren Dunstan - Splinter
- Veronica Taylor - April O'Neil
- Marc Thompson - Casey Jones
- Scottie Ray - Oroku Saki (Shredder)
- Greg Carey - Hun
- Scott Williams - Baxter Stockman